# Frauenzentrale
Die Frauenzentrale ist eine Organisationsform, die sich in der Schweizer Frauenbewegung ab dem Ersten Weltkrieg gebildet hat. Zurzeit existieren in der Schweiz 17 Frauenzentralen (Stand 2023), von denen jede eine eigenständige Organisation, Zielsetzung und Aufgabenbereich hat. Als gemeinsames Ziel definieren die Frauenzentralen die «Verwirklichung der Gleichstellung von Frau und Mann in Arbeitswelt, Gesellschaft und Politik».
In den verschiedenen Städten der Schweiz koordinieren die Frauenzentralen lokale und regionale Frauenvereine und bieten Diskussions- und Informationsplattformen an. Sie vertreten die Interessen von Frauen bzw. ihrer Organisationen gegenüber den Behörden und arbeiten an der eidgenössischen Gesetzgebung mit.

## Frauenzentrale Aargau
Die Frauenzentrale Aargau ist ein Dachverband von 70 aargauischen sozialpolitischen, politischen, beruflichen und karitativen Organisationen. Neben der Koordination der Aktivitäten ihrer Mitglieder betreibt die Frauenzentrale Aargau ein Alimenteninkasso, die Mütterhilfe Aargau, die Opferhilfe Aargau, eine Rechtsberatung sowie ein Selbsthilfezentrum für Frauen. Engagiert sich aktiv an der Vernetzung Aargauischer Frauen aus Politik, Gesellschaft und Frauenorganisationen.
Initiiert wurde die Frauenzentrale Aargau 1921 von Elisabeth Flühmann da für sie als Lehrerin an der „Töchti“, Bildung der Schlüssel zur Teilhabe am politischen Leben ist. 1972 wurde von der Frauenzentrale Aargau zusammen mit dem Aargauischen Gemeinnützigen Frauenverein die Dienstleistung Alimenteninkasso gegründet. Die Fachstelle wurde von Gemeinden bei der Durchsetzung von Unterhaltsansprüchen beigezogen. Die Alimenteninkasso Aargau (AIK) bot Personen in finanziellen Notlagen die ihre Alimente nicht erhielten rasch Hilfe an. 2009 wurde die Anlaufstelle für häusliche Gewalt gegründet, die für betroffene und gewaltausübende Personen Beratungen anbietet. Als weitere Dienstleistung wird die Vermittlung, Gründung und Beratung von Selbsthilfegruppen angeboten. Seit 1989 findet jährlich die Lenzburger Frauentagung zu aktuellen Themen statt. Als Beratungsstelle sind noch die Rechtsberatung und die Mütterhilfe bei der Frauenzentrale Aargau angesiedelt.
Präsidentinnen:
- Elisabeth Flühmann (1921–1922)
- Olba Oboussier (1922–1926)
- Frau E. Meyer-Märky (1926–1933)
- Helen Dünner (1933–1940)
- Anny Gerster-Simonett (1940–1962)
- Beatrice Bölsterli-Ambühl (1962–1972)
- Silvia Michel (1972–1974)
- Esther Terrier-Sebes (1974–1982)
- Irene Leuenberger Rufer (1982–1993)
- Doris Fischer-Taeschler (1993–2003)
- Susi Rupp-Müller (2003–2011)
- Erika Schibli (2011–2014)
- Nadia Diserens (2014–2017)
- Gertrud Häseli-Stadler (seit 2017)

## Frauenzentrale Appenzell Ausserrhoden
Die Frauenzentrale Appenzell Ausserrhoden ist ein Dachverband mit 52 Kollektiv- und 520 Einzelmitgliedern. Neben ihren Aufgaben als Dachorganisation bietet sie Kurse für Frauen an, unterstützt politisch aktive Frauen aller Couleur, betreibt einen Schreibdienst für Frauen (Hilfestellung bei Eingaben, Anträgen, Bewerbungen etc.) und vermittelt ratsuchende Frauen an die richtigen Beratungsstellen.

## Frauenzentrale Bern
Die Frauenzentrale Bern setzt sich seit über hundert Jahren für die Anliegen und Rechte der Frauen ein. Gestern wie heute engagiert sie sich auf der gesetzlichen und der sozialen Ebene für die Gleichstellung von Frauen und Männern.
Die Frauenzentrale BE hat sich zum Ziel gesetzt, Frauen zu fördern und zu ermutigen an der Gesellschaft teilzuhaben und aktiv teilzunehmen, sowohl in Wirtschaft, Politik, Kultur wie im Sozialen. Indem sie ihnen Rechte und Möglichkeiten aufzeigt, will sie die Frauen ermutigen, selbst die Initiative für ihr eigenes Wohlergehen zu ergreifen.
Als Drehscheibe zwischen engagierten Frauen, Frauenorganisationen, Behörden, politischen Gremien, sozialen Institutionen und anderen gleich gesinnten Personen und Institutionen verfügt die Frauenzentrale BE über einen grossen Fundus von Fachwissen und Fachkompetenz.
Die Frauenzentrale BE wurde 1920 als Zusammenschluss der Frauenvereine der Stadt Bern gegründet und später erweitert durch Vereins- und Einzelmitglieder aus dem ganzen Kanton Bern.
Im heutigen Dachverband «Frauenzentrale BE» haben sich rund 90 Organisationen und knapp 600 Einzelmitglieder als Verein zusammengeschlossen.
Seit 1984 verleiht die Frauenzentrale BE den Trudy-Schlatter-Preis für Frauenwerke im Andenken an die Künstlerin Trudy Schlatter (1912–1980). Der Preis wird alljährlich an Frauen, Frauenorganisationen, -gruppen oder -projekte aus dem Kanton Bern verliehen, die sich um die Anliegen der Frauen oder durch ihr künstlerisches Schaffen verdient gemacht haben. Er ist mit 5000 Franken dotiert und wird aus einem Fonds aus ihrer Hinterlassenschaft gespeist.
Der Preis wird jeweils Ende März ausgeschrieben. Termin für das Einreichen der Bewerbungen ist der 31. Mai. Die Preisverleihung findet jeweils im Herbst des entsprechenden Jahres statt.

## Frauenzentrale Luzern
Die Frauenzentrale Luzern wurde am 24. November 1961 gegründet. Hervorgegangen ist er aus dem 1958 gegründeten Arbeitskreis für die politischen Rechte der Frau, der von der freisinnigen Frauenrechtsaktivistin Margrit Liniger-Imfeld präsidiert wurde. 13 Gründerorganisationen richteten diesen Dachverband ein. Diese Organisationen umfassten Frauengruppierungen der Landeskirchen, mehrerer Parteien sowie weitere Frauenvereine. 1962 begann die Frauenzentrale mit dem Aufbau einer Erziehungsberatung und bot unentgeltliche Rechtsauskünfte an, ab 1965 ergänzt durch eine Budgetberatung.
1970 gründete sie die Konsumentengruppe als Kommission der Frauenzentrale, welche später zum Verein Konsumentenforum wurde. In den Büroräumen der Frauenzentrale wurde 1978 ein Notbett für geschlagene Frauen eingerichtet. Daraus entstand das Frauenhaus Luzern mit einer eigenständigen Trägerschaft. Ab 1981 engagierte sich die Frauenzentrale in der Vermittlung von Tagesmüttern, der heutigen Vermittlungsstelle für Tagesfamilien und Nannys.
Verschiedene Einrichtungen der Frauenzentrale wurden in die kantonale Opferberatung integriert, etwa ein Nottelefon für Vergewaltigungsopfer, die Opferberatung und eine Beratungsstelle für sexuell ausgebeutete Kinder. Ab 1992 leistete die Frauenzentrale Aufbauarbeit bei der Etablierung berufsbegleitender Weiterbildung für Frauen.

## Frauenzentrale St. Gallen
Die Frauenzentrale St. Gallen ist ein parteipolitisch und konfessionell unabhängiger privater Verein – 1914 gegründet – mit einer Geschäftsstelle und Trägerin von Fach- und Beratungsstellen. Der Vorstand des Vereins arbeitet ehrenamtlich. Zum Portfolio der Frauenzentrale St. Gallen gehören folgende Fach und Beratungsstellen:
- Beratungsstelle für Familienplanung, Schwangerschaft und Sexualität
- Budget- und Schuldenberatung
- Fachstelle Kind und Familie
- Haushilfe- und Entlastungsdienst
- Selbsthilfe St. Gallen und Appenzell

Seit Jahrzehnten engagiert sich die Frauenzentrale St. Gallen gesellschaftspolitisch für die Gleichstellung von Frau und Mann. Sie sensibilisiert für Verständnis von und Solidarität mit Frauen in verschiedenen Lebenssituationen und engagiert sich heute – nach den erfolgreichen Kämpfen um Frauenstimmrecht und Gleichstellung in verschiedensten gesellschaftlichen und rechtlichen Gebieten – akzentuiert in den Bereichen «Frau und Familie» (partnerschaftliche Aufteilung von Haus- und Familienarbeit), «Frau und Beruf» (Vereinbarkeit von Familie und Beruf) sowie «Frau und Politik» (Parität in politischen Entscheidungsprozessen).
Präsidentinnen:
- Annette K. Nimzik (seit 2022)
- Jolanda Welker-Alker (2015–2021)
- Susanne Vinzenz-Stauffacher (2005 – 2014)

## Frauenzentrale Thurgau
Die Frauenzentrale Thurgau (ehemals Bund Thurgauischer Frauenvereine BTF)  besteht seit 1926 auf Initiative von Anna Walder. In ihren Anfängen war sie eine Fürsorge- und Beratungsstelle für Mädchen. Heute ist die Frauenzentrale eine politisch und konfessionell unabhängige Organisation. Sie führt diverse Anlässe zu politischen Themen durch, zentral dabei ist immer die Gleichstellung der Geschlechter in allen Bereichen des Lebens. Finanziert wird die Frauenzentrale Thurgau durch Mitgliederbeiträge und Spenden von Einzel- und Kollektivmitgliedern (lokale, regionale und kantonale (Frauen-)organisationen). Die Teilnahme an Anlässen ist in der Regel gratis. Der Vorstand besteht aus einer Gruppe von Frauen, welche die Anlässe ehrenamtlich organisiert. Wichtig dabei ist immer die Vernetzung der Menschen und Organisationen untereinander. Vor kommunalen, kantonalen oder nationalen Wahlen bietet die Frauenzentrale eine Plattform, um die Politikerinnen der Öffentlichkeit vorzustellen und mit ihnen ins Gespräch zu kommen. Im Jubiläumsjahr zum 50-jährigen Bestehen des Wahl- und Stimmrechts für Frauen haben sich alle kantonalen Frauenorganisationen zusammengeschlossen und gemeinsam Anlässe für alle ihre Mitglieder organisiert. Unterlagen der Frauenzentrale von 1926 bis 2005 befinden sich im Staatsarchiv Thurgau.
Die Frauenzentrale Thurgau führt die Beratungsstelle Infostelle Frau+Arbeit, welche Beratungen in Fragen des Arbeits- und Gleichstellungsrechtes wie auch Laufbahnberatungen durchführt.
Präsidentinnen:
- 1926: Etter-Egloff
- 1928–1960: Isa Staehelin
- 1960–1969: Anna Walder
- 1969–1972: Verena Zollinger
- 1972–1976: Gertrud Fischer-Hess
- 1976–1985: Verena Perini-Kuhn
- 1985–1994: Dorothee Roesch-Josephy
- 1994–1999: Francesca Stockmann-Mast
- 1999–2005: Ursula Gentsch-Reich
- 2005–2006: Co-Präsidium Ursula Gentsch-Reich und Irène Mathias
- 2006–2007: Yvonne Duschén
- 2008–2016: Christine Steiger-Egli
- seit 2016: Annina Villiger Wirth